# Aéroport international de Macao
L'aéroport international de Macao (en chinois traditionnel: 澳門國際機場, en portugais : aeroporto internacional de Macau) (code IATA : MFM • code OACI : VMMC) est situé sur la pointe orientale de l'île de Taipa. Inauguré en novembre 1995, alors que Macao était encore sous administration portugaise, c'est l'aéroport qui dessert Macao.

## Compagnies aériennes et destinations

### Passagers
| Compagnies                | Destinations |
| ------------------------- | --- |
| AirAsia                   | Kota Kinabalu, Kuala Lumpur |
| Air Busan                 | Pusan-Gimhae |
| Air China                 | Wuhan |
| Air Koryo                 | Pyongyang - Sunan |
| Air Macau                 | Bangkok-Suvarnabhumi, Pékin-Capitale, Changzhou, Chengdu-Shuangliu, Chongqing-Jiangbei, Đà Nẵng, Fukuoka, Guiyang, Hangzhou-Xiaoshan, Hanoï-Nội Bài, Hefei, Kaohsiung, Nankin, Nanning, Ningbo, Osaka-Kansai, Qingdao-Jiaodong, Séoul-Incheon, Shanghai-Hongqiao, Shanghai-Pudong, Taïwan-Taoyuan, Taiyuan-Wusu, Tianjin Binhai, Tokyo-Narita, Wenzhou-Longwan, Xiamen-Gaoqi, Zhengzhou |
| Bamboo Airways            | Charter : Cam Ranh |
| Beijing Capital Airlines  | Pékin-Capitale |
| Cambodia Airways          | Phnom Penh, Siem Reap-Angkor, Sihanoukville |
| Cebu Pacific              | Mactan-Cebu, Clark, Manille-N. Aquino |
| China Eastern Airlines    | Kunming-Changshui, Nankin , Shanghai-Hongqiao, Shanghai-Pudong, Wuxi/Suzhou, Xi'an-Xianyang |
| EVA Air                   | Kaohsiung, Taichung, Taïwan-Taoyuan |
| Hainan Airlines           | Charter : Haikou En saison Charter : Sanya-Phénix |
| JC International Airlines | Mandalay, Phnom Penh, Siem Reap-Angkor, Sihanoukville En saison Charter : Denpasar-Bali" |
| Jeju Air                  | Daegu, Séoul-Incheon |
| Jin Air                   | Séoul-Incheon |
| Juneyao Airlines          | Shanghai-Pudong |
| Lanmei Airlines           | Koror R. Tmetuchl, Siem Reap-Angkor, Sihanoukville |
| Loong Air                 | Enshi Xujiaping, Xi'an-Xianyang |
| Philippine Airlines       | Manille-N. Aquino |
| Philippines AirAsia       | Mactan-Cebu, Manille-N. Aquino |
| Royal Flight              | En saison Charter : Moscou Chérémétiévo, Saint-Pétersbourg-Poulkovo |
| Royal Air Philippines     | En saison Charter : Mactan-Cebu, Kalibo, Cagayan North (en), Laoag |
| Scoot                     | Singapour-Changi |
| Shanghai Airlines         | Shanghai-Hongqiao, Shanghai-Pudong |
| Shenzhen Airlines         | Nanchang-Changbei, Wuxi/Suzhou |
| Spring Airlines           | Hangzhou-Xiaoshan, Shantou-Chaozhou-Jieyang , Jinan , Shanghai-Pudong, Shenyang , Taizhou (Jiangsu) (en) |
| Starlux Airlines          | Taïwan-Taoyuan |
| T'way Airlines            | Séoul-Incheon |
| Thai AirAsia              | Bangkok-Don Muang, Chiang Mai, Phuket |
| Tigerair Taiwan           | Kaohsiung, Taichung, Taïwan-Taoyuan |
| XiamenAir                 | Fuzhou-Chánglè, Hangzhou-Xiaoshan, Quanzhou Jinjiang, Xiamen-Gaoqi |

Édité le 03/10/2019

### Cargo
Les compagnies aériennes suivantes effectuent des vols cargo à partir et vers l'aéroport international de Macao :
- Air Macau : Shenzhen, Taipei-Taoyuan[27] ;
- EVA Air Cargo ;
- Shanghai Airlines Cargo ;
- Singapore Airlines Cargo ;
- MK Airlines.

## Statistiques

### Passagers
Trafic annuel de passagers depuis la création de l'aéroport en 1995 :
|                  | 2008      | 2007      | 2006      | 2005      | 2004      | 2003      | 2002      | 2001      | 2000      | 1999      | 1998      | 1997      | 1996      | 1995   |
| Nombre Passagers | 5 097 802 | 5 498 878 | 4 976 093 | 4 250 742 | 3 714 259 | 2 905 566 | 4 171 703 | 3 805 306 | 3 239 428 | 2 640 111 | 2 214 487 | 1 952 578 | 1 300 936 | 43 642 |

### Cargo
Trafic cargo annuel, en tonnes de fret (courrier non inclus) depuis la création de l'aéroport en 1995 :
|           | 2008    | 2007    | 2006    | 2005    | 2004    | 2003    | 2002    | 2001   | 2000   | 1999   | 1998   | 1997   | 1996   | 1995 |
| En tonnes | 100.767 | 180.935 | 220.572 | 227.232 | 220.828 | 141.294 | 111.267 | 76.075 | 68.084 | 53.117 | 65.166 | 45.540 | 25.043 | 127  |